# Liban
En la mitología de Siria, Liban o Líbano es el nombre de un joven que se distinguía por su fervoroso culto a los dioses y al que dieron muerte unos malvados. Los dioses, en recompensa por su fervor le transformaron en un monte que tomó su nombre. Por ello, de los árboles del monte Líbano se hacían coronas para las divinidades.